# Pulvinaria aurantii
Pulvinaria aurantii är en insektsart som beskrevs av Cockerell 1896. Pulvinaria aurantii ingår i släktet Pulvinaria och familjen skålsköldlöss. Inga underarter finns listade i Catalogue of Life.